# Ingå kommungård
Ingå kommungård är ett kommunhus i Ingå i det finländska landskapet Nyland. Förutom kommunens kansli och utrymmen för kommunens beslutsfattande organ finns även Ingå bibliotek i byggnaden.

## Historia och arkitektur
Kommungården har ritats av arkitektbyrån Ålander-Packalén och den färdigställdes år 1978. Enligt konditionsundersökning som gjordes i maj 2022 behövde byggnaden en renovering för att kunna förbättra inneluften. Undersökningen visade att bland annat fönsterkonstruktioner var fuktskadade, yttertaket var i dåligt skick och att ventilationen var inte tillräcklig i byggnaden.
Kommunstyrelsen har behandlat renovering av kommungården och byggandet av en kulturtillbyggnad invid kommungården år 2023.